# Óscar Hernández
Óscar Hernández (Barcelona, 10 de Abril de 1978) é um ex-tenista profissional da Espanha.
Tenista espanhol/catalão que conquistou vários Challengers, no circuito e 1 ATP de duplas, ao lado do chileno Paul Capdeville, sua melhor posição na ATP foi de número 48.

## Conquistas

### Simples
- 1998 Challenger de Teerã, Irã
- 2003 Challenger de Birmingham, Inglaterra
- 2003 Challenger de Genova, Itália
- 2004 Challenger de Sevilla, Espanha
- 2004 Challenger de Barcelona, Espanha
- 2004 Challenger de Santiago, Chile
- 2005 Challenger de Braunschweig, Alemanha
- 2005 Challenger de Florianópolis, Brasil
- 2005 Challenger de Braunschweig, Alemanha

Duplas
- 2007 ATP de Viña del Mar, Chile com Paul Capdeville

## Ligações Externas
Perfil na ATP (em inglês)